# Puerto Acosta
Puerto Acosta es una localidad y municipio de Bolivia,  capital de la provincia de Camacho en el departamento de La Paz. Su población era de 1.123 personas en 2001.

## Historia
Puerto Acosta era conocido con el nombre de Huaycho, hasta que se emitió la ley de 5 de noviembre de 1908, durante el gobierno de Ismael Montes, en la que se creó la provincia de Camacho. Este nombre fue dado en honor al intelectual boliviano Nicolás Acosta. El municipio de Puerto Acosta fue dividido en tres municipios por ley en el año 2009: Puerto Acosta, Escoma y Humanata.

## Geografía
El municipio limita al norte con el municipio de Humanata y la República del Perú, al oeste y al sur con el lago Titicaca, al sur con el municipio de Escoma, y al este con el municipio de Mocomoco.
Fisiográficamente, constituye una variación de mesetas, cumbres, terrazas y depresiones. Entre los principales ríos de la zona se encuentran el Huaycho, Suches y Escoma. Su clima es frío, con una temperatura media anual de 7.4 °C.

## Demografía
De acuerdo con el censo boliviano de 2024, la población del municipio de Puerto Acosta es de 13 940 habitantes.
La población del municipio, dentro de los límites desde la división de 2009, disminuyó en aproximadamente una quinta parte en la década siguiente, pero luego volvió a aumentar significativamente:
| Año  | Habitantes (municipio) | Fuente |
| ---- | ---------------------- | ------ |
| 1992 | 13.745                 | Censo  |
| 2001 | 13.772                 | Censo  |
| 2012 | 11.267                 | Censo  |
| 2024 | 13.940                 | Censo  |

## Economía

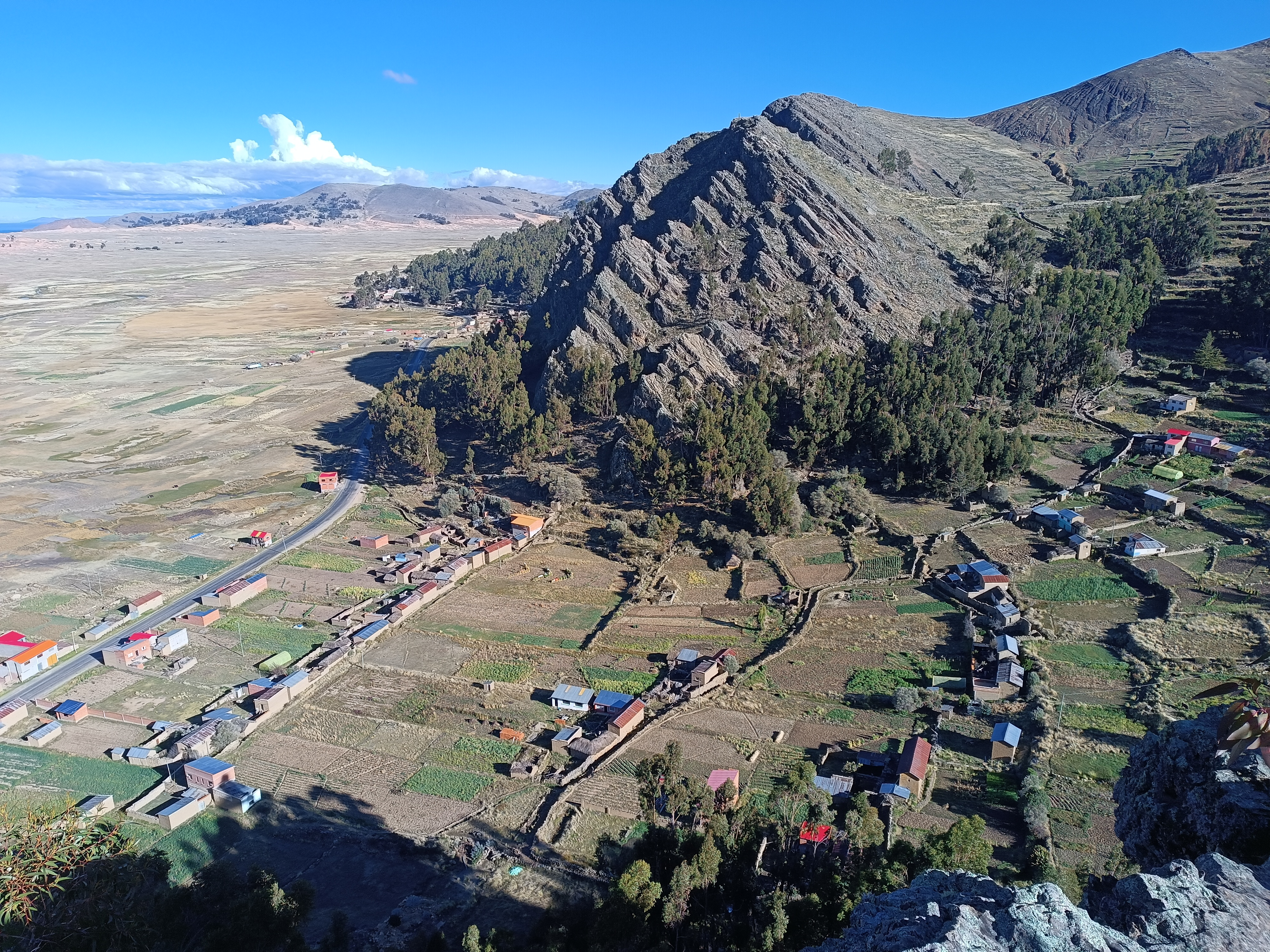
Comunidad Majalaya, parte del municipio de Puerto Acosta.

La economía agraria de los pobladores se centra en dos cultivos: la papa y la oca, con rendimientos muy bajos. La producción está generalmente dirigida al consumo familiar y los excedentes son destinados a la venta en las ferias semanales de Puerto Acosta.